# Patrici (classe romana)
Els patricis, segons els primers historiadors, eren una de les dues divisions en què des del seu inici estava dividida la societat romana. Existia una classe privilegiada, els patricis o majores gentes, des de la fundació de Roma, i en contrapartida hi havien les anomenades minores gentes, els plebeus.
Segons la tradició, els patricis eren les cent persones i les seves famílies que Ròmul va seleccionar quan va fundar Roma perquè constituïssin el senat, explica Titus Livi. També Titus Livi, en una estranya etimologia que no sembla certa, diu que els patricis eren aquells "qui patrem ciere possent" (que podien presentar el seu pare), per indicar que eren persones nascudes lliures. Sembla cert que patrici derivava de pater, en el sentit de pare i cap de família. Els patricis constituïen la classe més alta i dirigent de Roma des de la fundació de la ciutat fins al segle ii aC.
Des de la fundació de Roma, els patricis i les seves famílies formaven el primer esglaó social. Segons Theodor Mommsen, els patricis eren els únics homes lliures, i des de l'inici, Ròmul va assignar com a clients d'un o altre dels Patres a tots els plebeus. Els patricis formaven la base de la ciutat de Roma i, per tant, eren els únics ciutadans romans.
Més tard el dret de ciutadania s'estén a les anomenades minores gentes, és a dir als que procedents d'altres ciutats o de dins de la mateixa ciutat sense ser patricis, van anar adquirint certs drets i finalment la ciutadania romana. És possible que el dret a votar a les assemblees i als comicis fos en un primer moment només privilegi dels patricis, però les minores gentes van assolir aviat aquests drets. Els plebeus no van assolir fàcilment els seus drets, sinó que hi va haver uns quants fets a l'inici de la República, com ara el Conflicte dels Ordres, i el que es coneix com a Secessio plebis.
Al costat dels patres i les minores gentes, hi havia els anomenats incolae (que es pot traduir per 'habitant', 'nadiu', 'indígena'), és a dir aquells que vivien a la ciutat però no tenien el dret de ciutadania. Normalment formaven part dels clients, i gairebé tots eren antics esclaus alliberats o els seus descendents, però també habitants de ciutats derrotades i exiliats subjectes al patronatge d'un patrici. A aquesta gent s'hi sumaven alguns estrangers establerts a Roma amb les seves famílies, sense dret de ciutadania, als que s'anomenaven els hospitium.
El temps va consolidar doncs dues classes socials: els patricis i els plebeus, que marquen la història de la Roma republicana. Cap a l'any 300 aC es van equiparar els càrrecs més importants, i tant els patricis com els plebeus podien aspirar de forma igualitària als càrrecs de cònsol i de censor. Els patricis estaven exclosos d'alguns càrrecs com el de Tribú de la plebs i edil plebeu, Els grans col·legis sacerdotals dels pontífex, els àugurs, i els Decemviri Sacris Faciundis estaven repartits de la manera més equitativa possible entre les dues classes socials, i quedaven unes altres funcions que només podien fer els patricis, com el càrrec d'Interrex.
Encara que van perdre algunes de les seves competències polítiques, els patricis es van mantenir fins al final de la República, conservant la dignitat que els donava la seva classe social. Es coneixen una cinquantena de famílies patrícies, a les que Dionís d'Halicarnàs dona el nom de "famílies troianes" per indicar la seva antiguitat. Van conservar sempre el seu estatus, i no es va augmentar el nombre de famílies patrícies, potser amb l'excepció de la gens Clàudia.
Juli Cèsar va voler augmentar el nombre de patricis, i es va trobar que no hi havia cap mecanisme que ho permetés, i va haver de dictar una llei especial, la Llei Cassia. August va dictar en el mateix sentit la llei Saenia. després els emperadors van concedir aquest títol a discreció.

## Els patricis al Baix Imperi
En temps de Constantí I el Gran, la paraula patrici era un títol personal conferida a una persona d'alt rang i que donava lloc a certs privilegis. No corresponia estrictament a les antigues famílies romanes i es donava, sense mirar l'origen de la persona, als que havien fet bons serveis a l'Imperi o a l'emperador. La dignitat no era hereditària sinó vitalícia i quan es parla d'una família patrícia només vol dir que el cap de la família era un patrici.
També s'anomenava patrici al pare de l'emperador i als pares dels principals personatges il·lustres. Els cònsols estaven per damunt dels patricis. Als patricis se'ls distingia amb els títols de magnificentia, celsitudo, eminentia, i magnitude.
Si els patricis estaven al servei de l'imperi a la cort o a províncies (llocs on generalment exercien les més altes funcions) eren coneguts com a patricii praesetales ('governadors', 'prefectes'); en cas contrari eren anomenats patricii codicillares o honorarii. Tots es distingien per la seva manera de vestir i aparença de les persones ordinàries i poques vegades apareixien en públic sense anar en carruatge.
Els emperadors no donaven sovint la dignitat de patrici, encara que alguns van donar aquest títol a persones joves i fins i tot a eunucs. Zenó va decretar que no podia ser patrici aquell que no hagués estat cònsol, prefecte, o Magister Militum però Justinià I va eliminar algunes d'aquestes restriccions. El títol de patrici s'atorgava mitjançant un escrit anomenat diploma.
La dignitat es reservava als romans però algunes vegades es concedia a prínceps estrangers, com Odoacre, cap dels hèruls i altres. Quan els papes van establir la seva autoritat a Roma van assumir el dret de donar el títol de patricis a persones eminents i prínceps; i així molt emperadors romanogermànics van ser distingits amb aquest rang.
Als regnes germànics els reis van copiar el sistema, i van donar el títol de patricis als seus subjectes més destacats, però aquests patricis eren de rang inferior als patricis romans, perquè qui el donava era un patrici romà.